# (65407) 2002 RP120
(65407) 2002 RP120 — особенный объект: его орбита является наиболее эксцентричной из всех пронумерованных астероидов (по состоянию на июль 2004 года). Кроме того, он является членом особой группы ретроградных астероидов, которая состоит всего из двух объектов (второй — (20461) Диоретса). Его классификация не определена, так как это и дамоклоид (большой эксцентриситет, сильное наклонение, что характерно для разрушенных комет), и объект рассеянного диска (транснептуновые объекты с очень эксцентричной орбитой). Вероятно, объект был выброшен из области эклиптики Нептуном.